# 土佐號戰艦
土佐（とさ）是大日本帝國海軍加賀級戰艦計畫中的二號艦，由日本著名軍艦設計師平賀讓操刀設計；其艦名源自日本古代令制國之一的土佐國。作為日本海軍「八四艦隊」計畫的組成艦隻之一，該艦在規劃中將搭載十門410（16英寸）口徑艦炮。然而在日本參與華盛頓會議並簽署《華盛頓海軍條約》後，該艦的建造工程遭到取消，隨後未完成艦體便作為武器測試用的靶艦，最終並於1925年2月9日遭到拆解。

## 設計與建造

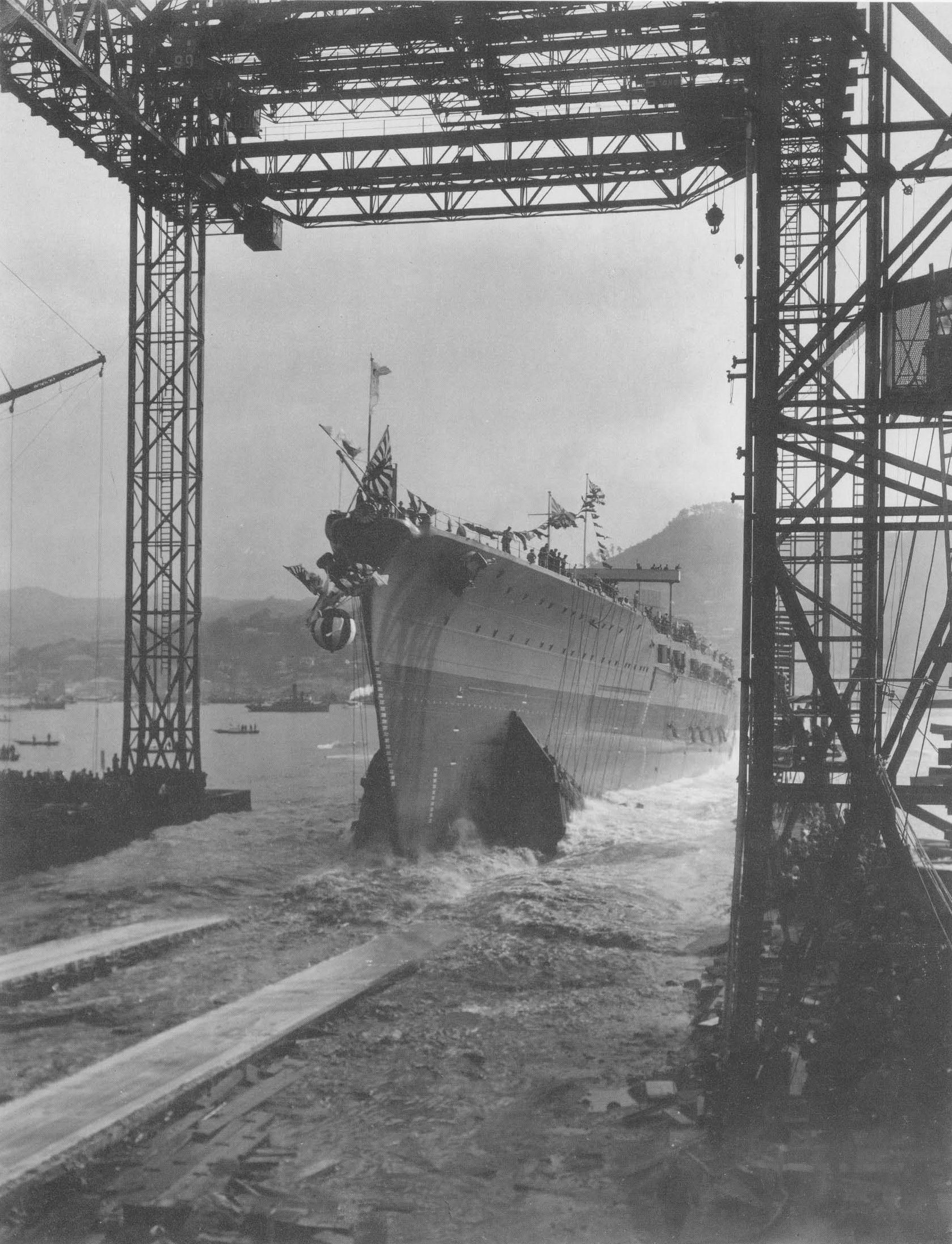
1921年12月18日，土佐號戰艦舉行下水儀式。

由軍艦設計師平賀讓主持設計的土佐號戰艦在大日本帝國海軍的規劃中將成為「八四艦隊」計畫的構成艦之一。在計畫中，土佐號與其姊妹艦加賀號將是繼長門級戰艦後的第二款高速戰艦；造艦方案於1917年7月14日獲日本國會通過，日本海軍工程師隨後於1919年完成了兩艦的工程藍圖。根據日本研究英國皇家海軍在日德蘭海戰的戰鬥經驗，兩艦在設計上融入了早期設計所未包含的特色，如高蒸氣推進速度、平直的甲板與傾斜裝甲等。
土佐號於1920年2月16日在三菱長崎造船所動工。該艦建造所使用的船架滑道即是20年後大和級戰艦的二號艦武藏號建造時所使用的滑道。土佐號原先預定於1921年10月間舉行下水儀式，但建造過程中的多次罷工事件造成該艦的下水日程被推遲至同年11月。土佐號最終於1921年12月18日下水。艤裝作業則於下水不久後展開，預定完工日期則定在1922年7月間。然而土佐號戰艦的建造作業於1922年2月5日、《華盛頓海軍條約》簽訂的前一日遭到終止，隨後根據條約的規定，土佐號與加賀號的建造工程於1922年5月5日正式遭到取消。

## 生涯

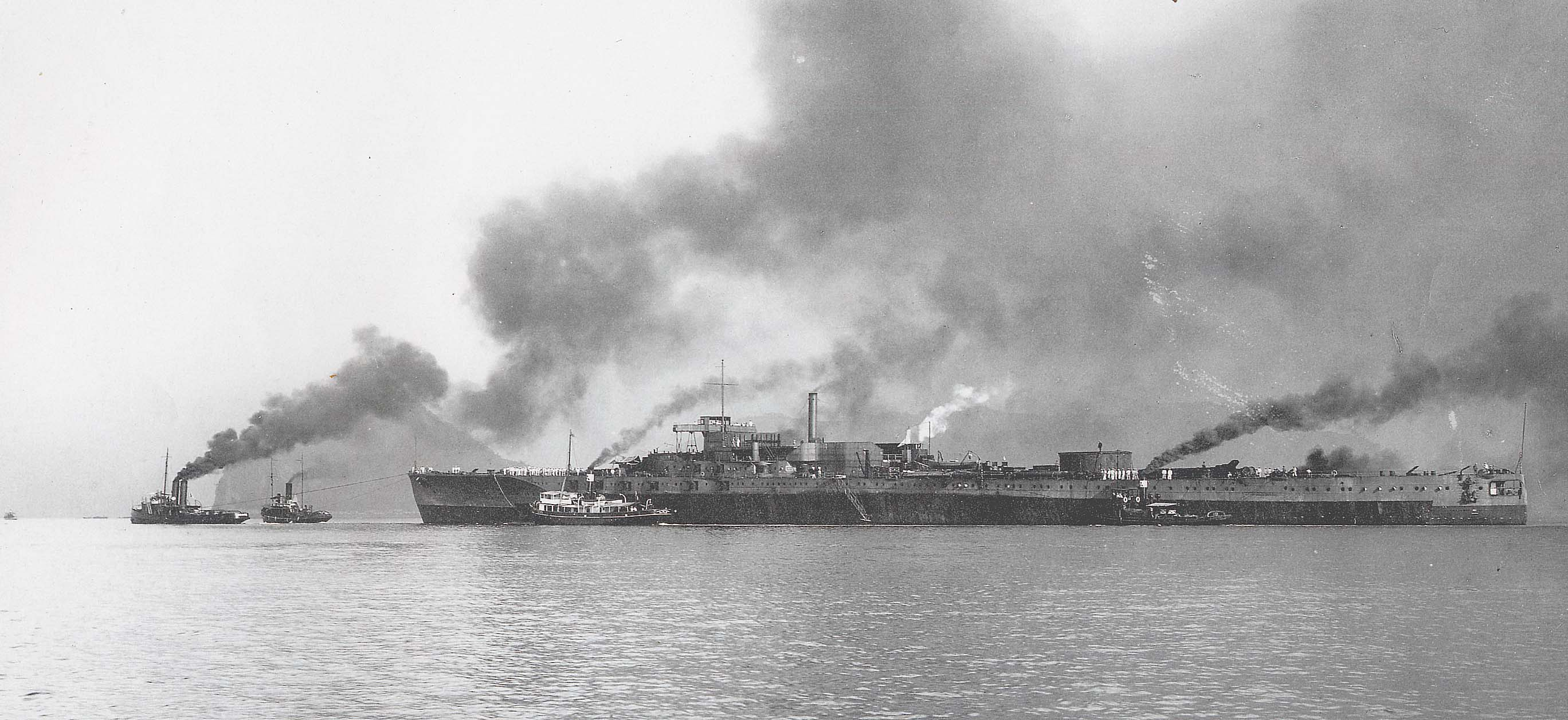
1922年8月1日，未完成的土佐號戰艦正自長崎被拖往吳市。

1922年8月，未完成的土佐號被移往廣島縣吳市。該艦戰艦被拖出長崎港時共有五萬人在港邊圍觀。艦上410（16英寸）主炮的炮座已完成安置，但炮塔與艦炮本身均尚未安裝，因此海軍以鐵網罩住主甲板上的炮座空洞。當時土佐號的艦身、上層艦體甲板、艦橋甲板與司令塔均已告完工，二號炮座後方亦安裝了一根桅杆。由於艦上並無多餘空間安放艦橋，故司令塔亦於稍後被改裝為艦橋。相較於類似設計的艦艇，土佐號體積較小，艦橋上僅設有兩層艦橋翼。此外，艦上亦設有一根外形類似煙囪的排氣管，用以供應艦內暖氣。
土佐號至1924年中旬前均停泊於吳市。1924年4月1日，土佐號遭到除籍；海軍隨後將其幾近完工的艦體安排為靶艦，用於測試彈藥與魚雷的攻擊性能。1924年6月間，海軍炮術學校接收土佐號的艦體，準備將其用於測試。

### 測試標靶
1924年6月6日至13日間，土佐號接受了五次爆炸測試。第一次測試時，土佐號艦身的右舷第57號船骨水線下3.7（12英尺）處被安放了一枚100（220英磅）重的水雷。爆炸造成約22平方（240平方英尺）面積的艦身破裂，23個艙室因此進水；總計共995長噸（1,011公噸）的海水灌入艦身中，造成土佐號向右舷傾斜約1° 54'。
第二次與第五次（6月8日與13日）的測試炸藥均被安放於艦艏炮塔彈藥庫附近的第87號船骨處；兩次測試的炸藥均重150（330英磅），唯一的差別在於第二次測試時炸藥被安置於左舷水線下4.04（13.3英尺）處，第五次測試的炸藥則被安置於右舷水線下6.34（20.8英尺）處。兩次測試均導致艦身的船殼破裂，並分別造成1,008長噸（1,024公噸）與726長噸（738公噸）的海水灌入艦身中，顯示多數日本戰艦所採用的三節式設計並不足以抵擋魚雷的攻擊。第二次爆炸測試造成土佐號左傾4° 36'；第五次測試艦身則右傾0° 48'。
與第二次及第五次測試類似，第三次與第四次測試於第192號船骨實施。第192號船骨位於艦身中段，是艦體結構防護能力最強的地方。第三次測試於6月8日施測，重300（660英磅）的炸藥被安置於右舷水線下4.05（13.3英尺）處；第四次測試則於6月12日實施，炸藥重350（770英磅），安置於左舷水線下4.9（16英尺）。兩次測試分別造成15平方（160平方英尺）與26平方（280平方英尺）面積的艦體破裂，另造成160平方（1,700平方英尺）與110平方（1,200平方英尺）的裝甲板凹陷，分別導致1,203長噸（1,222公噸）與1,160長噸（1,179公噸）的海水灌入。第三次測試所造成的進水量是所有測試中最多的，也因此艦身傾斜狀況由先前的左傾2° 51'轉變為右傾5° 22'。第四次測試艦身再度由右傾1° 0'轉變為左傾5° 20'。
進一步的測試則包括於土佐號戰艦的魚雷儲藏室內引爆裝填300（660英磅）至346（763英磅）苦味酸的八式魚雷。魚雷儲藏室位於一號炮塔的前方，且在早期日本戰艦的設計上是個防護弱點。這項測試造成土佐號水線上的艦體「嚴重的結構性損害」，同時確認了魚雷儲藏室內發生的任何爆炸均會對艦隻造成嚴重的傷害。海軍提出的解決方案包括在儲藏室內加裝額外裝甲，或是在儲藏室靠彈藥庫一側的艙壁上加裝防爆鋼板，以確保爆炸時震波僅會像船殼一側擴散，而不會對內部結構造成任何嚴重損害。另一項測試則是將370（820英磅）的TNT安放在距艦體5（16英尺）處並予以引爆。
另一項於此時期實施的測試則係以一門406（16.0英寸）口徑艦炮射擊土佐號戰艦。炮彈在距艦體25（82英尺）處落入海中，但仍有足夠的殘存動能持續前進，最終於第228號船骨、水線下3.3（11英尺）處擊中艦體；炮彈不僅擊穿了該處76-（3.0-英寸）的裝甲，更在左舷引擎室內引爆，導致3,000長噸（3,048公噸）的海水灌入。
在土佐號戰艦上所得出的測試結果隨後被用作現役海軍戰艦的改裝或重建依據；十年後動工的大和級戰艦在設計上亦汲取了相關的經驗。以大和級來說，其水線裝甲帶一路延伸至水線與防雷鼓包下，以避免落入水中的炮彈擊穿艦體。

土佐號戰艦爆破測試的位置說明，摘錄自美國海軍訪日技術代表團於戰後對土佐號測試的評估報告。

## 沉沒

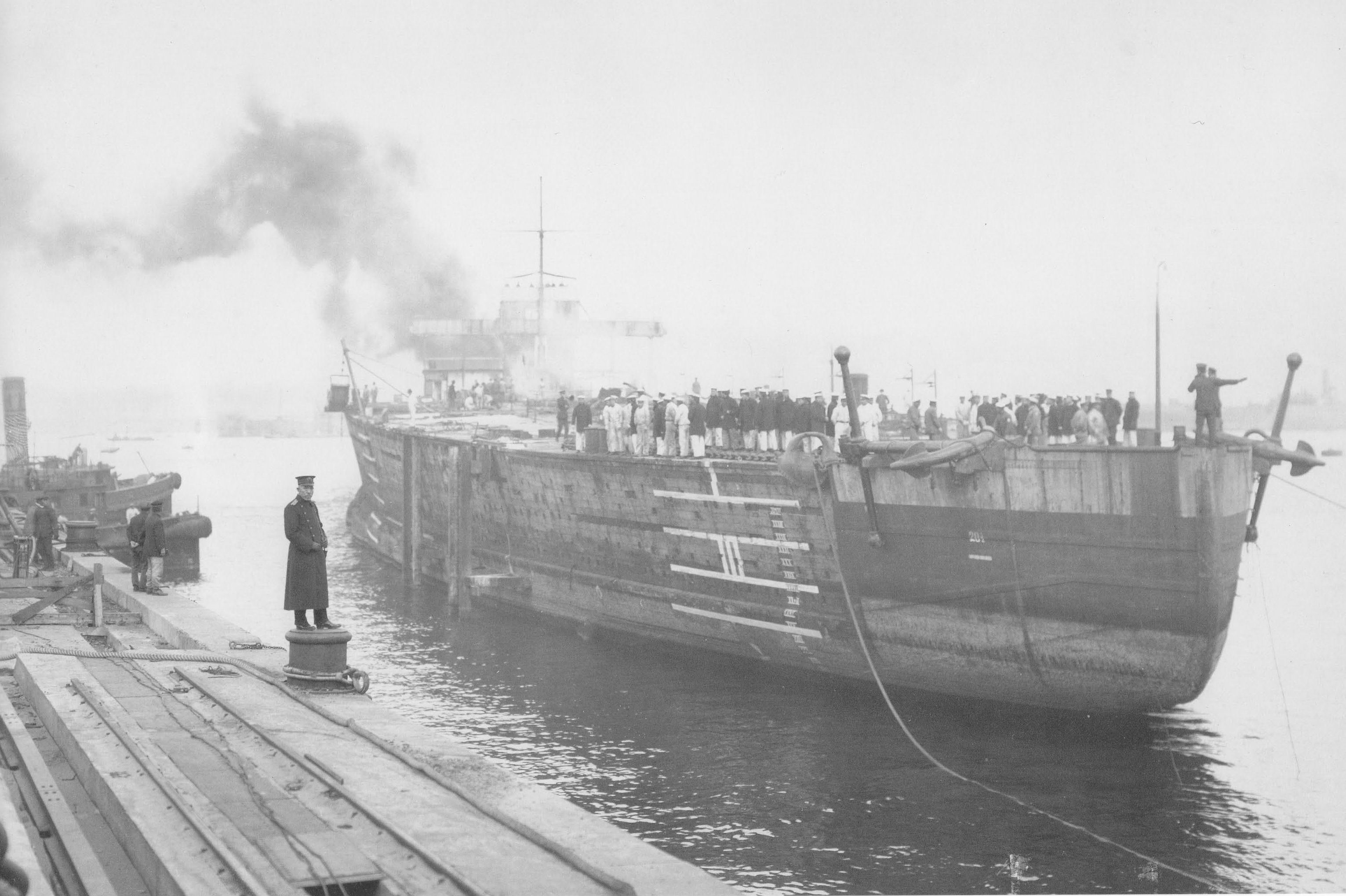
1925年1月31日，在吳市等待拆解的土佐號。

在接下來的數個月間，土佐號均被廣島炮術學校用作靶艦。1925年1月14日，海軍省下令土佐號須於一個月內拆解。為確保命令的確實執行，吳鎮守府司令官下令拆除準備作業需於2月1日前完成。土佐號的拆除時程被定在2月10日前後；此前土佐號將由已退役的攝津號戰艦拖往水之子島燈塔南方、沖之島西方16.1（10英里）處停泊。同月稍晚，美國海軍情報局回報表示「（土佐號戰艦）已在吳海軍工廠展開拆除作業，而且所有物件均已被移除。日方打算以沙子和礫石填充艦體，再將之拖往吳市出海口處的深水區，開啟水閥，將之鑿沉。」

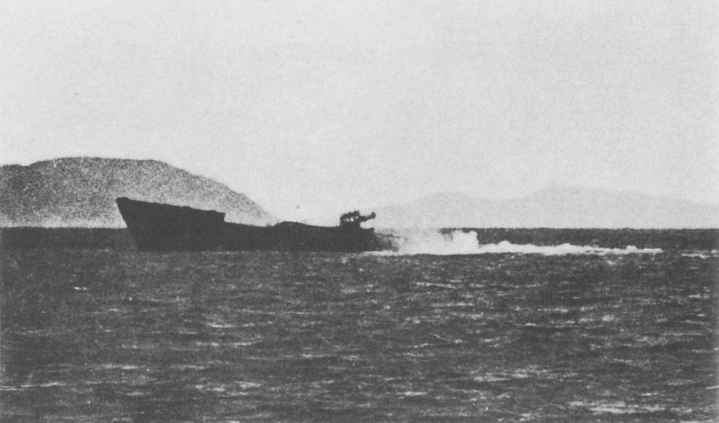
1925年2月9日，艦艉已然下沉的土佐號。

2月3日，土佐號自吳市被拖往豐後水道的佐伯灣，接著又於6日被拖往預定鑿沉地點，但卻因遭遇強烈風暴而作罷。8日上午10:00，海軍再次嘗試鑿沉土佐號，並在艦身底部內安放了兩枚360-（14.2-英寸）炮彈，同時在左舷引擎室內安放兩箱個裝滿30（66英磅）下瀨火藥的貨櫃，最後再以電子引信連接之。首次引爆失敗後，海軍派遣了一個小組於翌日登艦檢查；小組於當日上午01:25左右開啟了引擎室內的六個金士頓閥門。不久後，土佐號的艦艉開始右傾下沉。03:50左右時，下沉速度增快；艦體最終於07:00完全沒入水中。土佐號戰艦是第十艘，也是最後一艘日本海軍為遵守海軍條約規範所鑿沉或拆解的主力艦。

### 引用
1. 1 2 3 4 5 6 7 8  #昭和造船史1pp.776-777
2. ↑  #日本の戦艦(上)p.107
3. 1 2 3 4 5  阿部安雄「主要艦艇要目表」#日本海軍全艦艇史資料篇p.35
4. ↑  #海軍制度沿革11-2(1972)p.1053、『建造中ノ艦船要目ニ関スル件 大正十年十一月四日(官房三七七七)(以下略)』
5. ↑  Watts, The Imperial Japanese Navy, 62
6. ↑  Evans and Peattie, Kaigun, 171
7. 1 2  Lacroix, Japanese Cruisers, 14
8. 1 2 3 4  Friedman, "Japan", 232
9. 1 2  Garzke and Dulin, Battleships, 213
10. 1 2 3 4  Breyer, Battleships and battle cruisers, 350
11. 1 2  Breyer, Battleships of the World, 229
12. ↑  Hall, "Professional Notes", 111
13. 1 2 3  Watts, The Imperial Japanese Navy, 63
14. 1 2 3  Evans and Peattie, Kaigun, 246
15. ↑  Lacroix, Japanese Cruisers, 17
16. ↑  Friedman, "Japan", 232, 235
17. ↑  Yoshimura, Battleship Musashi, 11
18. 1 2  Garzke and Dulin, Battleships, 214
19. 1 2 3  Garzke and Dulin, Battleships, 214–216
20. ↑  Garzke and Dulin, Battleships, 214, 217
21. ↑  Lacroix, Japanese Cruisers, 64
22. ↑  Lacroix and Wells, Japanese Cruisers of the Pacific War, 758–759
23. ↑  Garzke and Dulin, Battleships, 215
24. ↑  Lengerer, "Battleships of the Kaga Class", 89
25. ↑  Office of Naval Intelligence, "Monthly Information Bulletin"
26. ↑  Jentschura, Warships, 35
27. 1 2 3  Lengerer, "Battleships of the Kaga Class", 89–90
28. 1 2  Fleischer, "Says Japan's Navy"

### 圖書
- Breyer, Siegfried; Kurti, Alfred, trans. . Garden City, New York: Doubleday. 1973. OCLC 702840.
- Breyer, Siegfried; Thomas, Keith, trans. . London: Conway Maritime Press. 1980. OCLC 6355392.
- Evans, David C.; Peattie, Mark R. . Annapolis, Maryland: Naval Institute Press. 1997. ISBN 0-87021-192-7. OCLC 36621876.
- Fleischer, Wilfrid.  (fee required). The New York Times. 12 February 1925: 5  [2017-09-09]. （原始内容存档于2012-11-03）.
- Friedman, Norman. "Japan" in Gardiner, Robert; Gray, Randal (编). . Annapolis, Maryland: Naval Institute Press. 1984. ISBN 0-87021-907-3. OCLC 12119866.
- "Appendix A; The Tosa Experiments" in Garzke, William H.; Dulin, Robert O. . Annapolis, Maryland: Naval Institute Press. 1976. ISBN 0-87021-099-8. OCLC 2414211.
- Hall, R.A. . Proceedings (United States Naval Institute). January 1922, 48: 111.
- Jentschura, Hansgeorg; Jung, Dieter; Mickel, Peter. . Annapolis, Maryland: United States Naval Institute. 1977. ISBN 0-87021-893-X. OCLC 3273325.
- Lacroix, Eric; Wells, Linton. . Annapolis, Maryland: Naval Institute Press. 1997. ISBN 0-87021-311-3. OCLC 21079856.
- Lengerer, Hans; Ahlberg, Lars, ed. . Contributions to the History of Imperial Japanese Warships. March 2008, (4).  (contact the editor at lars.ahlberghalmstad.mail.postnet.se for subscription information)
- Office of Naval Intelligence.  8. January 1925.
- Watts, Anthony J.; Gordon, Brian G. . Garden City, New York: Doubleday. 1971. ISBN 0-385-01268-3. OCLC 202878.
- Yoshimura, Akira. . New York City, London: Kondansha International. 1991. ISBN 4-7700-2400-2. OCLC 43303944.
- (社)日本造船学会/編 (编). . 明治百年史叢書 第242巻 四版. 原書房. 1978 [1975].
- 泉江三. . グランプリ出版. 2001-04. ISBN 4-87687-221-X.
- 福井静夫. . ベストセラーズ. 1994. ISBN 4-584-17054-1.
- 海軍省/編 (编). . 明治百年史叢書 第185巻. 原書房. 1972-05 [1941].